# Live, Raw & Uncut
Live, Raw & Uncut es un disco en vivo de la banda de Hard rock, Poison. Que consta de CD y DVD, lanzado en el año 2008. Vendió alrededor de 2.400 copias en su primera semana de lanzamiento.

## Listado de temas

### CD
1. "Intro"
2. "Look What the Cat Dragged In"
3. "I Want Action"
4. "Ride the Wind"
5. "I Won't Forget You"
6. "C.C.'s Guitar Solo"
7. "I Hate Every Bone in Your Body but Mine"
8. "Something to Believe In"
9. "Rikki's Drum Solo"
10. "Unskinny Bop"
11. "Every Rose Has Its Thorn"
12. "Fallen Angel"
13. "Talk Dirty to Me"
14. "Nothin' but a Good Time"

### DVD
1. "Intro"
2. "Look What the Cat Dragged In"
3. "I Want Action"
4. "Ride the Wind"
5. "I Won't Forget You"
6. "What I Like About You"
7. "C.C.'s Guitar Solo"
8. "I Hate Every Bone in Your Body but Mine"
9. "Something to Believe In"
10. "Can't You See"
11. "Your Mama Don't Dance"
12. "I Need to Know"
13. "Rikki's Drum Solo"
14. "Unskinny Bop"
15. "Every Rose Has Its Thorn"
16. "Fallen Angel"
17. "Talk Dirty to Me"
18. "Nothin' but a Good Time"

## Personal
- Bret Michaels - Voz
- C.C. DeVille - Guitarra
- Bobby Dall - Bajo
- Rikki Rockett - Batería